# Station de décontamination
 (janvier 2012).
Si vous disposez d'ouvrages ou d'articles de référence ou si vous connaissez des sites web de qualité traitant du thème abordé ici, merci de compléter l'article en donnant les références utiles à sa vérifiabilité et en les liant à la section « Notes et références ».
Une station de décontamination est un dispositif destiné à rendre définitivement inoffensif un agent biologique avant de le rejeter.

## Principe
L'agent biologique est inactivé au moyen de la chaleur. Les paramètres critiques pour mener ceci à bien sont :
- la température ;
- la durée du maintien à la température donnée.

## Étapes
Les étapes de la décontamination sont :
1. le chauffage pour atteindre la température requise ;
2. le maintien de la température pendant le temps nécessaire et suffisant ;
3. le refroidissement avant rejet.

Pour un même résultat, réduire le temps de chauffe implique monter à des températures plus élevées.
Cette relation entre la température et le temps de chauffe, pour atteindre un même résultat de décontamination, est documentés dans des tables spécifiques.
Pour tout détruire certains laboratoire possède le système de décontamination total qui détruit toutes les traces grâce à une sorte de napalm.